# 切目川村
切目川村（きりめがわむら）は、和歌山県日高郡にあった村。現在の印南町東部、切目川の中流域（のちに下流域も含む）にあたる。1956年の合併を境に村域が異なる。

## 地理

### 第1次
- 河川：切目川

### 第2次
- 海洋：太平洋
- 山岳：城山、狼烟山、赤松山
- 河川：切目川

## 歴史
- 1889年（明治22年）4月1日 - 町村制の施行により、羽六村・宮ノ前村・古屋村・樮川村・古井村・下津川村・見影村・脇ノ谷村の区域をもって発足。
- 1956年（昭和31年）9月30日 - 分割し、大字羽六・宮ノ前・古屋が切目村と合併し、改めて切目川村が発足。大字樮川・古井・美里（下津川・見影・脇ノ谷が統合）が真妻村と合併して安住村が発足。同日切目川村（第1次）廃止。
- 1957年（昭和32年）8月1日 - 印南町・安住村と合併し、改めて印南町が発足。同日切目川村（第2次）廃止。

## 交通

### 鉄道路線
第1次村域には鉄道路線は通過していなかった。第2次村域には下記の駅が所在。
- 日本国有鉄道
  - 紀勢西線（現・紀勢本線）
    - 切目駅

### 道路
現在は旧村域（第2次）に阪和自動車道の印南サービスエリア（上り線）が所在するが、当時は未開通。